# Bonaventura de March i de Santgenís
Bonaventura de March i de Santgenís   (Reus, 15 de juliol de 1753 - Reus, 1 d'octubre de 1809) va ser un comerciant català, fill de Salvador de March i Bellver i germà del comerciant Francesc de March i de Santgenís i del militar Josep Ignasi de March i de Santgenís.

## Biografia
El 1770, amb 17 anys, es casà amb la pubilla Isabel Virgili i Álvarez, filla de Joan Virgili i Llentisclar, hisendat de Vila-seca, i se'n va anar a viure a la casa pairal dels Virgili situada en aquesta vila, fins a la mort del seu sogre, el 1789. Es traslladà a Reus, on el 1786 havia comprat al seu cunyat Antoni de Folch i Peirí la casa March al carrer de sant Joan de Reus per 15.700 lliures. Es dedicà a la importació i exportació, sobretot d'aiguardent i fruits secs, a través de la Companyia Bonaventura de March, Saludes i Cia, establerta amb Josep Saludes, que seria alcalde de Reus el 1805, i de la que el seu pare n'era accionista. Era també el corresponsal a Reus de les empreses del seu pare, quan aquest anà a viure al Palau Marc de Barcelona. No va participar directament a la Guerra Gran, però va col·laborar econòmicament en l'organització del Sometent de Reus, cosa que li va valdre per demanar un títol de noblesa cap al 1796, petició en la que feia constar que dos germans, tres nebots i el seu fill primogènit servien a l'exèrcit com a oficials. El Consell de Castella, que atorgava els títols de noblesa, li va concedir el de baró de la Torre d'en Dolça, que no es va fer efectiu fins que va pagar 30.000 rals de billó el 1801. Els terrenys de la Torre d'en Dolça els havia heretat del seu sogre Joan Virgili. Participà activament en la vida municipal reusenca, i va ser regidor degà el 1790 i alcalde de Reus el 1781-1782 i el 1797-1798.
L'historiador reusenc Andreu de Bofarull explica que en el seu últim mandat com a batlle, va haver de fer front a la misèria dels jornalers reusencs que, amb motiu de la guerra contra Anglaterra, declarada per l'aliança amb França amb el Tractat de Sant Ildefons de 1796, havia limitat el comerç amb aquell país i amb la resta d'Europa. A més, l'ajuntament havia de pagar el llicenciament dels Miquelets, i es va acordar en un ple municipal fixar un impost sobre la carn, que va resoldre momentàniament la situació. Per a donar feina a la gent es va acordar enderrocar les portes de la ciutat que hi havia al capdamunt del Carrer de Monterols, una reivindicació dels veïns des de feia més de 30 anys, considerant que quasi totes les muralles ja havien desaparegut. Aprofitant un racó de l'antiga escala que pujava damunt de l'arc de la porta, s'hi va instal·lar una capella dedicada a Sant Domènec.
Bonaventura de March va contreure deutes considerables per una mala gestió dels seus diners i sobretot dels del seu sogre. Els darrers anys de la seva vida va voler viure com un gran senyor i va aturar el creixement dels seus ingressos. El 1808 devia 12.800 lliures. Va reconèixer davant de notari que el deute s'havia produït a causa de «la subsistencia y acomodo y mayor lustre» de la seva família, i no havia pogut «sufragar los réditos del patrimonio en unos años tan calamitosos en que han baxado los frutos a un precio ínfimo». L'any següent va morir. Va tenir sis fills i filles. Els dos més grans, Joan i Joaquim, van enemistar-se amb el pare i van ser exclosos del testament. L'hereu va ser el fill tercer, Josep Antoni de March i Virgili, que es dedicà a la carrera militar. Josep Antoni de March i un germà seu, Tomàs de March, van recuperar en part el patrimoni familiar, sobretot el dels Virgili, la família de la mere.